# The Stolen Loaf
The Stolen Loaf é um filme mudo norte-americano de 1913, dirigido por D. W. Griffith.

## Elenco
- Henry B. Walthall
- Kate Bruce
- Claire McDowell
- Harry Carey
- William A. Carroll
- Charles Hill Mailes